# IKEA-Klausel
IKEA-Klausel ist eine populäre Bezeichnung für eine Regelung zum Schutze des Verbrauchers in Deutschland, nach der bei einem Kauf ein Sachmangel vorliegt, wenn die Montageanleitung mangelhaft ist.

## Deutschland
§ 434 Abs. 2 S. 1 Nr. 3 i.V.m § 434 Abs. 4 des Bürgerlichen Gesetzbuchs sagt aus, dass eine falsche Montageanleitung einen Mangel darstellt. Mit Wirkung zum Januar 2022 wurde als Abs. 4 Nr. 2 ergänzt: „zwar unsachgemäß durchgeführt worden ist, dies jedoch weder auf einer unsachgemäßen Montage durch den Verkäufer noch auf einem Mangel in der vom Verkäufer übergebenen Anleitung beruht.“
Daraus ergibt sich, dass hinsichtlich des Kaufvertrages die Mängelgewährleistungsrechte geltend gemacht werden können, wenn der Kunde das Produkt bei der Montage aufgrund einer fehlerhaften oder unverständlichen Anleitung beschädigt.
Der Name lehnt sich an den populären Einrichtungskonzern IKEA an, der Möbel in Einzelteilen als Bausätze verkauft, wobei die Aufbauanleitung überwiegend (mit Ausnahme von Mengenangaben) aus Bildern besteht.

## Österreich
Auch in Österreich ist durch § 8 VGG eine solche Norm vorhanden, die inhaltlich der aus Deutschland sehr ähnlich ist.